# Felipe Ovono
Felipe Ovono Ovono Mbang (Mongomo, 26 de junio de 1993) es un entrenador y exjugador profesional de fútbol ecuatoguineano que jugaba como portero. Dirige desde el 11 de febrero de 2025 al Real Teka Club de Fútbol de la Liga de Fútbol de Guinea Ecuatorial.

## Trayectoria
Se trata de un portero promovido en 2009 por el Sony de Elá Nguema, club malabeño que ganó aquel año la primera división nacional, permitiendo así disputar la temporada siguiente la ronda preliminar de la Liga de Campeones de la CAF, hecho que se repetiría en 2012 y 2013, luego de ganar los campeonatos locales de 2011 y 2012, respectivamente.
Ovono llegó a probarse en el fútbol de Bélgica; pero, al no quedar, regresó a la liga ecuatoguineana. En 2014, cambió de equipo, comprometiéndose con el Deportivo Mongomo, llegando ese año a la final de la Copa Ecuatoguineana, donde cayeron en la tanda de penales con los eventuales campeones, los Leones Vegetarianos.

## Selección nacional
Ha sido convocado por la selección de fútbol de Guinea Ecuatorial por primera vez en 2011. Su primer partido reconocido por la FIFA tuvo lugar el 3 de septiembre de ese año, en una derrota 0-1 como visitante contra Burkina Faso. Fue el arquero titular del Nzalang Nacional (apodo de la selección) en la primera fase de las eliminatorias para la Copa Mundial de Fútbol de 2014, contra Madagascar en noviembre de 2011. Dos meses después, fue elegido para disputar la Copa Africana de Naciones 2012. Sin embargo, para aquella competencia fue relegado al banco de suplentes. Volvió a jugar en la clasificación para la Copa Africana de Naciones de 2013, donde los ecuatoguineanos fueron eliminados contra la República Democrática del Congo, pero para la segunda fase de las eliminatorias mundialistas era nuevamente enviado al banquillo y la selección volvía a quedarse fuera. En 2014, Ovono recuperó la titularidad en la vuelta de la segunda ronda de la clasificación para la Copa Africana de Naciones de 2015 contra Mauritania. Aunque el partido fue ganado (3:0), la Confederación Africana de Fútbol lo dio por perdido debido a la alineación indebida de jugadores extranjeros, lo que terminó descalificando a la selección ecuatoguineana. Sin embargo, a fines de ese año, Guinea Ecuatorial fue designada como sede de la competición tras la renuncia de Marruecos y, en enero de 2015, Ovono fue confirmado en la lista ecuatoguineana. En esta ocasión, comienza como guardameta titular, habiendo enfrentado así el 17 de enero en el partido inaugural a Congo, que concluyó en empate (1:1).
En julio de 2015 fue confirmado su paso a Orlando Pirates, de la Premier Soccer League Sudafricana, debido a su gran actuación en la competición.

## Vida personal
Hijo de Felipe Ovono Meñana Avomo y Josefina Mbang Mba Nkara, quedó joven huérfano de padre  y el 6 de septiembre de 2018, también perdió a su madre. Es hermano del portero de los Leones Vegetarianos  Pascacio Francisco ebea Ovono Mbang. Un primo suyo, Felipe Ovono Nve Obono, es un cantante de música cristiana, residente en Neuquén (Argentina).